# ۲۵۰ (پیش از میلاد)
۲۵۰ (پیش از میلاد) ۲۵۰مین سال قبل از تقویم میلادی است.

## رویدادها
تأسیس سلسله اشکانیان در ایران و آغاز پادشاهی ارشک ( اشک یکم)اشکانی.